# Aulay Macaulay
Aulay Macaulay (* vor 1747; † nach 1756; genaue Lebensdaten unbekannt) aus Schottland entwickelte und erfand ein Stenografiesystem, das unter dem Verfassernamen in die Kurzschriftgeschichte einging. Über sein Leben außerhalb seines stenografischen Wirkens sind keine weiteren Einzelheiten bekannt.

## Systembeschreibung und Veröffentlichungen

Titelbild der Polygraphy-Ausgabe von 1747: Eine Predigt wird von Gottesdienstbesuchern im System von Aulay Macaulay mitstenografiert.

Im Jahre 1747 (1. und 2. Auflage im gleichen Jahr) veröffentlichte er seine Polygraphy und gab an, dass er vorherige Systeme eingehend studiert habe, diese nach seiner Ansicht aber alle durchweg schwer erlernbar und schwer lesbar seien sowie ein unklares Regelwerk hätten. Aus diesem Grund wollte er nach mehrjähriger Arbeit ein eigenes System veröffentlichen.
Aulay Macaulays Polygraphy gehört zu den so genannten geometrischen Kurzschriftsystemen, denn die Buchstabenzeichen wurden aus Punkt, Gerade, Ellipse und Kreis (oder Teilzügen davon) gebildet. Macaulay ist der Erfinder und Begründer der vokalschreibenden Richtung in Großbritannien. Die Selbstlaute wurden durchgehend buchstäblich geschrieben und nicht wie in den Systemen vorher durch Symbolik am folgenden Konsonantenzeichen (z. B. durch Verkleinerung und Stellungswechsel oder durch Punkte an bestimmten Stellen) angedeutet. Macaulay gab den Selbstlauten eigene kleine Zeichen, die er mit den Enden der vorangehenden Mitlaute zu einheitlichen Silbenzeichen verband. Somit gehört sein System zu den so genannten vokalverbindenden Systemen (engl.: joined vowels systems).

Alphabetzeichen sind auch Zeichen für Wörter

Macaulay verwendete auch erstmals drei verschiedene Größen in zweifacher Stellung für Vokale, Konsonanten und Konsonantenverbindungen. So bedeutete z. B. der Flachstrich je nach Länge entweder a, i oder h, in Höherstellung dann ebenfalls je nach Länge entweder gl, pr oder gr. Somit hatten dieselben Zeichen auf und über der Linie unterschiedliche Bedeutungen. Die Folge war jedoch, dass Wörter unterbrochen werden mussten, weil die Zeichen auf der Zeile nicht auf gleicher Höhe standen und dann nicht miteinander verbunden werden konnten. Macaulay musste z. B. schreiben: „In the beginn ing god crea ted the hea ven and the ea rth.“ (Gen 1,1 ) Die verschiedenen Lautzeichen hatten zudem zusätzliche Wortbedeutungen. Sein Kurzschriftsystem war zweigeteilt. Auf seiner „Longhand“ baute er eine „Shorthand“ auf.

Unterschrift von A. Macaulay

In der dritten Auflage seiner Polygraphy, die er 1756 veröffentlichte, gab Aulay Macaulay die von der Stellung innerhalb der Zeile entstehenden Mehrfachbedeutungen als unpraktisch wieder auf. Er wollte dadurch den Klagen wegen Undeutlichkeit der unterschiedlichen Stellung der Buchstaben abhelfen. Macaulay hatte nun ein einzeiliges Alphabet geschaffen. Diese dritte Auflage ließ in den Ringelzeichen und Viertelkreisen auch den Einfluss des bedeutenden Systemerfinders John Byrom (1692–1763) erkennen.
In Macaulays Veröffentlichungen fallen im Vergleich zu den Lehrbüchern anderer Systemerfinder seiner Zeit die vielen Leseübungen auf. So übertrug er verschiedene Psalmen und Texte aus dem 1. Buch Mose aus dem Alten Testament in das Macaulaysche Stenografiesystem. Er ließ sich in der zweiten und dritten Auflage seiner Polygraphy von mit Beruf und Anschrift namentlich aufgeführten 13 Zeugen bestätigen, dass er einem Knaben im Alter von knapp acht Jahren seine Stenografie in vier Unterrichtsstunden so beibrachte, dass dieser sie danach so flüssig lesen und schreiben konnte wie die herkömmliche Schrift. Für eine Unterrichtsstunde verlange Macaulay eine Guinee.
Das von Aulay Macaulay geschaffene Wort „Polygraphy“ sollte bedeuten, dass seine Stenografie nach seiner Ansicht auf alle Sprachen übertragbar war („fitted to all languages“ gemäß Titelblatt). Als Beispiel war in den Lehrbüchern der 117. Psalm in acht Sprachen, nämlich in walisischer, niederländischer, französischer, spanischer, italienischer, lateinischer, altgriechischer und hebräischer Sprache stenografiert.

## Verwendung durch Franz Freiherr von Fürstenberg
Der bekannteste praktische Anwender der Macaulayschen Stenografie im deutschsprachigen Raum war der wichtigste Staatsmann im Hochstift Münster, Franz Freiherr von Fürstenberg (1729–1810). Seine Tagebücher führte er in Französisch und teilweise in Englisch. Seit 1761 verwendete er dafür das System von Aulay Macaulay, das er sehr geschickt beherrschte, für die französische Sprache. Dieses System hat Freiherr von Fürstenberg im weiteren Verlauf seines Tagebuches umgestaltet. Insbesondere schaffte er die dritten Längen für l, v und w ab und ersetzte sie durch Punkte. Er erkannte, dass drei Größen einer Zeichenform mit jeweils einer anderen Lautbedeutung für die Wiederlesbarkeit zu undeutlich sind. Freiherr von Fürstenberg stellte auch ein eigenes Kürzelverzeichnis mit stenografischen Kurzformen für häufige Wörter und Silben auf.
Professor und Regierungsrat Ernst Ahnert (1859–1944), der auch an der Schaffung der Deutschen Einheitskurzschrift beteiligt war, übersetzte um 1912 Freiherr von Fürstenbergs Tagebuchaufzeichnungen in Langschrift. Diese Übertragungen stellen zeitgenössische Kulturdokumente von unermesslichem Wert dar. Ahnert würdigte den Stenografen Fürstenberg und seine Anwendung und Weiterentwicklung des Systems von Aulay Macaulay mit folgenden Worten: „Der bedeutende Mann, der auf so vielen Gebieten bewunderungswürdig ist, hat sich auch so schon einen Platz in der Geschichte der Stenografie gesichert, als einer der ersten, die die Kunst auf deutschem Boden gepflegt, und als einer, der einem fremden Volke ein Schriftsystem entlehnt, es mit neuen Gedanken erfüllt und nun fast als sein eigenes Geisteswerk für eine zweite fremde Sprache verwendet hat.“